# Królestwo Prus
Królestwo Prus (niem. Königreich Preußen) – historyczne państwo rządzone przez dynastię Hohenzollernów, powstałe w 1701 roku w wyniku koronacji Fryderyka III na „króla w Prusach”. W latach 1815–1866 państwo członkowskie Związku Niemieckiego, w latach 1866–1871 Związku Północnoniemieckiego, w latach 1871–1918 Cesarstwa Niemieckiego. Król Prus był jednocześnie cesarzem niemieckim, a Prusy w Cesarstwie miały pozycję hegemoniczną.

## Historia

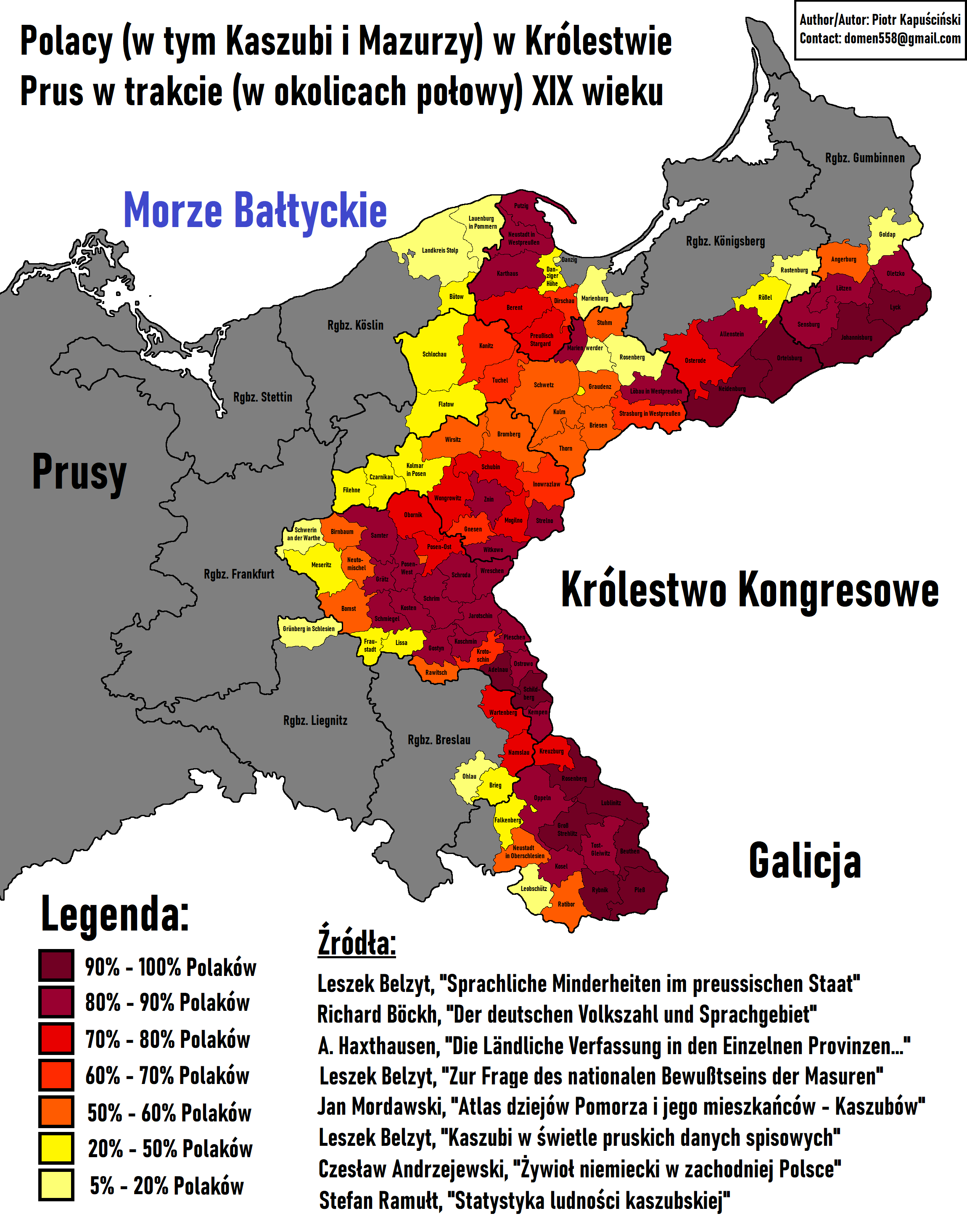
Polacy w Królestwie Prus w trakcie (około połowy) XIX wieku

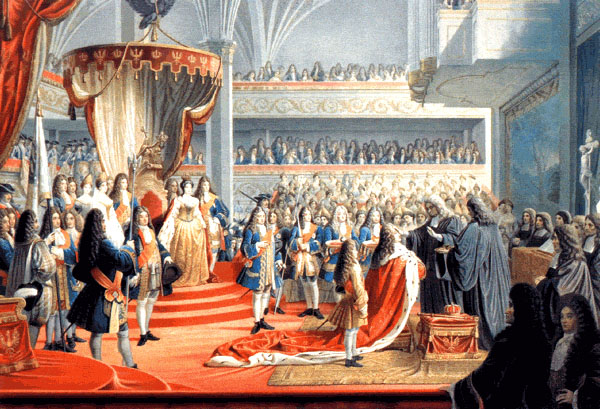
Koronacja Fryderyka I Pruskiego w Królewcu

Od 1618 roku Elektorat Brandenburgii (jako część Świętego Cesarstwa Rzymskiego) i Księstwo Pruskie (do 1657 lenno Królestwa Polskiego, następnie suwerenne państwo) były połączone unią personalną, związek ten określany jest nazwą Brandenburgia-Prusy.
16 listopada 1700 cesarz Leopold I podpisał tzw. „traktat koronny”, zgodnie z którym zezwolił Fryderykowi I na podniesienie Prus Książęcych do rangi królestwa w zamian za udzielenie pomocy w wojnie o sukcesję hiszpańską. Królestwo powstało 18 stycznia 1701, w momencie koronacji elektora brandenburskiego i księcia Prus Fryderyka I na „króla w Prusach” z rezydencją królewską w Berlinie. Nie mógł on przyjąć tytułu króla Prus (gdyż ich część leżała w Królestwie Polskim), ani „króla Brandenburgii” (gdyż Brandenburgia formalnie pozostawała częścią Świętego Cesarstwa Rzymskiego). Koronacja miała miejsce w Królewcu, który był tradycyjną stolicą dotychczasowego Księstwa Pruskiego.
W maju 1715 roku Królestwo Prus dołączyło do III wojny północnej, stając po stronie Rzeczypospolitej Obojga Narodów, Danii, Saksonii, Rosji i Hanoweru. Fryderyk I osobiście prowadził swoją 30-tysięczną armię podczas oblężenia Stralsundu, choć rzeczywiste dowództwo nad wojskiem powierzył Leopoldowi I, księciu Anhaltu-Dessau. W wyniku pokoju w Nystad Prusy uzyskały wschodnią część Pomorza Szwedzkiego ze Szczecinem oraz wyspami Wolin i Uznam.
Fryderyk Wilhelm I swoje rządy poświęcił budowie potęgi militarnej i uzyskaniu niezależności finansowej przez Prusy. Na przestrzeni 27 lat swojego panowania powiększył liczbę żołnierzy pruskich sił zbrojnych z 38 tysięcy w 1713 roku do 83 tysięcy w roku 1740, a także podwyższył ilość funduszy na prowadzenie wojen do 8 milionów talarów, czyniąc Prusy trzecią siłą militarną Europy – po Imperium Rosyjskim i Królestwie Francji.
W 1717 roku wprowadzono obowiązek szkolny oraz zastąpiono obowiązkową służbę wojskową arystokracji płaconym przez nią corocznie podatkiem. W 1723 roku Fryderyk I Wilhelm scentralizował swoją administrację, a 10 lat później wprowadził system rekrutacji do wojska (system kantonalny, niem. Kantonsystem), zgodnie z którym połowę żołnierzy pruskich sił zbrojnych stanowili członkowie uboższych grup społecznych, powoływani przez kantony.
W 1740 roku, po objęciu władzy w państwie przez Fryderyka II wojska pruskie wkroczyły na Śląsk, będący częścią Monarchii Habsburskiej, wywołując tym samym wybuch I wojny śląskiej. Na mocy pokoju wrocławskiego i traktatu berlińskiego Prusy zajęły większość ziem Śląska, poza księstwami cieszyńskim i opawskim, a także częścią księstwa karniowskiego.
W sierpniu 1744 roku wojska pruskie wkroczyły na terytorium Czech. Po początkowych sukcesach i zdobyciu Pragi, Prusacy pod koniec 1744 roku musieli opuścić Pragę, a wojska austriackie na początku 1745 roku kontrolowały cały Górny Śląsk. Wojskom Fryderyka II udało się zwyciężyć nad Austrią i Elektoratem Saksonii w bitwach pod Dobromierzem i Kesseldorf, zmuszając Sasów i Austriaków do podpisania pokoju drezdeńskiego.
W styczniu 1756 roku Fryderyk II, w efekcie prowadzonych wcześniej tajnych rozmów podpisał traktat z Wielką Brytanią, w którym zobowiązał się do nieatakowania Hanoweru w zamian za zapewnienie przez Brytyjczyków nieuczestnictwa wojsk rosyjskich w walce przeciwko Prusom. Wobec ujawnienia paktu prusko-angielskiego, Francja związała się sojuszem wojskowym z Austrią. W 1758 roku Prusy Wschodnie znalazły się pod okupacją rosyjską, która trwała do roku 1762. Śmierć carycy w 1762 roku, nazywana „cudem domu brandenburskiego”, spowodowała jednak przywrócenie władzy Hohenzollernów i podpisanie pokoju w Hubertusburgu w 1763 roku, przypieczętowującego włączenie znacznej części Śląska do Królestwa Prus.
Prusy uczestniczyły w 1772 roku w I rozbiorze Polski, w wyniku którego uzyskały 36 000 km², a także obszar województw: chełmińskiego, malborskiego, pomorskiego oraz części inowrocławskiego i kaliskiego. Fryderyk II przyjął wówczas tytuł króla Prus (niem. König von Preussen)
W latach 1778–1779 Prusy brały udział w wojnie o sukcesję bawarską. W jej trakcie nie rozegrała się żadna znacząca bitwa, ponieważ obie strony obawiały się wybuchu konfliktu na dużą skalę. Konflikt zakończył się pokojem cieszyńskim, zgodnie z którym Austrii przypadł niewielki skrawek Bawarii (Innviertel) – Prusy powstrzymały Austrię przed odbudową pozycji w Świętym Cesarstwie Rzymskim, co było jednym z głównych celów polityki Józefa II Habsburga.
27 sierpnia 1791 król Prus wraz z cesarzem Leopoldem II Habsburgiem wydał deklarację z Pillnitz, wzywając siły europejskie do przywrócenia monarchii absolutnej we Francji. Pomimo że sama deklaracja miała charakter przede wszystkim symboliczny, to we Francji była odczytywana jako zagrożenie dla rewolucji i doprowadziła do jeszcze większej radykalizacji w środowisku rewolucjonistów. 20 kwietnia 1792 Francja wypowiedziała wojnę Austrii, a Prusy stanęły po stronie Habsburgów. We wrześniu 1792 roku została powstrzymana ofensywa wojsk Pruskich w bitwie pod Valmy. W 1795 Prusy wycofały się z wojny, podpisując z Francją traktat pokojowy w Bazylei.
W 1793 roku Prusy wzięły udział w drugim rozbiorze Polski, uzyskując 58 000 km², obejmujących obszar województw: poznańskiego, gnieźnieńskiego, kaliskiego, sieradzkiego, inowrocławskiego, brzeskokujawskiego, płockiego, a także części mazowieckiego i rawskiego oraz ziemi dobrzyńskiej, Gdańska i Torunia. W roku 1795 Prusy w wyniku trzeciego rozbioru Polski uzyskały 43 000 km², zajmując część Mazowsza (z Warszawą) i Litwy oraz Podlasie.
1 października 1806 król Prus Fryderyk Wilhelm III wystosował do Napoleona Bonaparte ultimatum, w którym zażądał usunięcia do 8 października wojsk francuskich za Ren oraz zrzeknięcia się przez Francję protektoratu nad Związkiem Reńskim. Wobec niespełnienia pruskich oczekiwań, 9 października 1806 rozpoczęła się wojna IV koalicji antyfrancuskiej. Decydująca dla wyniku kampanii pruskiej bitwa pod Jeną-Auerstedt zakończyła się kleską wojsk pruskich. W wyniku wojny do niewoli francuskiej dostało się 120 000 pruskich jeńców wojennych. Zgodnie z postanowieniami pokoju w Tylży Prusy zrezygnowały ze swoich ziem w zachodnich Niemczech, na których powstało Królestwo Westfalii. Powstało Wolne Miasto Gdańsk pod wspólnym protektoratem Prus i Saksonii, a także Księstwo Warszawskie. Obwód białostocki został oddany Imperium Rosyjskiemu.
Po krótkotrwałym kryzysie w czasie wojen napoleońskich Prusy odzyskały siłę i zajęły pozycję mocarstwową w Europie. Na kongresie wiedeńskim otrzymały bogate i uprzemysłowione regiony Nadrenii i Westfalii oraz część ziem Królestwa Saksonii (była to rekompensata za utratę części ziem polskich na rzecz Rosji). Po pokonaniu Austrii w 1866 i zwycięstwie nad Francją w 1871 kierowane przez Ottona von Bismarcka Prusy doprowadziły do zjednoczenia Niemiec (bez udziału Austrii) i powstania Cesarstwa Niemieckiego. Proklamowano je w sali lustrzanej pałacu w Wersalu 18 stycznia 1871, w rocznicę koronacji pierwszego pruskiego króla. Jednocześnie do Prus anektowano sprzyjające Austrii Królestwo Hanoweru, Księstwo Szlezwiku, Księstwo Holsztynu, Księstwo Nassau, Elektorat Hesji i Wolne Miasto Frankfurt, a zaniechano aneksji Czech (które pozostały w Austrii). Utworzone w 1871 Cesarstwo Niemieckie było monarchią konstytucyjną – federacyjnym związkiem państw niemieckich pod hegemonią Prus, z instytucjami związkowymi (Reichstag, Bundesrat, Sąd Najwyższy Rzeszy). Król pruski sprawował jednocześnie władzę cesarza niemieckiego.
Klęska militarna Cesarstwa w I wojnie światowej na jesieni 1918 doprowadziła do upadku monarchii – w obliczu rewolucji Wilhelm II uciekł do Holandii i ogłoszono jego abdykację, a zebrane 6 lutego 1919 ogólnoniemieckie Zgromadzenie Narodowe ogłosiło powstanie Republiki Weimarskiej. Prusy stały się krajem związkowym o ustroju republikańskim i demokratycznym, „Freistaat Preußen”.